# Emma Fourreau
Emma Fourreau (Pontault-Combault, 1 de octubre de 1999) es una activista ambiental, defensora de los derechos de los animales y política francesa. Miembro de la Francia Insumisa, copresentadora de «Jeunes Insoumis» y diputada al Parlamento Europeo desde 2024.

## Biografía

### Infancia y estudios
Nació en Pontault-Combault, Sena y Marne, el 1 de octubre de 1999, de madre sueca y padre francés, un «ecologista convencido». Creció en Évrecy, Calvados.
Estudió en el Instituto de Estudios Políticos de Rennes, en el campus de Caen, un máster sobre «Generaciones futuras y transiciones jurídicas».

### Activismo social
Antes de su compromiso político, Emma Fourreau fundó una asociación juvenil junto con su prima para cuidar de los animales maltratados y darlos en adopción.
En diciembre de 2019, cofundó la cuenta de Instagram, Sang Océan con Iris Domain, que posteriormente se convirtió en una asociación para concienciar sobre las amenazas ecológicas que enfrenta el océano. La asociación aborda diversos temas: las algas verdes, la acidificación de los océanos, el impacto de los protectores solares en la biodiversidad marina y las mascarillas desechables. La asociación está especialmente comprometida con la iniciativa ciudadana europea «Stop finning, stop trade». Durante unos meses se unió a la organización Sea Shepherd en Portugal como voluntaria. Además, trabaja como voluntaria en la asociación de derechos de los animales L214.
Desde muy joven, se mostró preocupada por las cuestiones ecológicas y el bienestar animal, por lo que se hizo vegetariana y luego vegana, a pesar de las reticencias de su familia, y se convirtió en embajadora del estilo de vida vegano como parte de su compromiso.

### Activismo político
Comenzó su activismo en la Francia Insumisa (LFI) movilizándose en su instituto contra la ley laboral de 2016. Posteriormente se unió al movimiento y se convirtió en copresentadora de Jeunes Insoumis en 2022. En 2020, formó parte de la lista «Rennes en commun» de LFI para las elecciones municipales de Rennes de 2020. Declaró que quería hacerse oír en temas sociales y feministas, así como en ecología y la lucha por el clima. La lista quedó en quinto lugar con el 7,53% de los votos.
En 2021, se presentó junto a Philippe Velten a las elecciones departamentales de Calvados, en el cantón de Caen-4. Ambos obtuvieron el apoyo de La France Insoumise. Entre las propuestas que defendió en aquel momento se encontraban «el estado de emergencia climática en el departamento» y «precios solidarios para la restauración en las escuelas secundarias, con el objetivo final de que sea gratuita». Quedaron en tercer y último lugar con un 13,71 %. También se presentó a las elecciones regionales de ese mismo año en la lista de Sébastien Jumel. Quedó en octavo lugar en la sección departamental de Calvados, pero no fue elegida, quedando la lista en quinto lugar.
En 2022, se presentó como candidata a las elecciones legislativas por la primera circunscripción de Calvados (Caen-Est) bajo el nombre de la Nueva Unión Popular Ecológica y Social (NUPES). En la primera vuelta, obtuvo el primer puesto con un 35,81 % de los votos, por delante del candidato apoyado por la mayoría presidencial, Fabrice Le Vigoureux, pero fue derrotada en la segunda vuelta por 200 votos. Posteriormente trabajó como asistente parlamentaria de la diputada Anne Stambach-Terrenoi.
El 20 de marzo de 2023, mientras participaba en una manifestación espontánea contra la aprobación de la reforma de las pensiones, fue una de las 292 personas detenidas y puestas bajo custodia policial.

#### Elecciones Europeas de 2024
En junio de 2023, firmó junto con Les Jeunes Écologistes, Les Jeunes Socialistes y Génération·s una plataforma que llama a la unidad para las elecciones europeas de 2024. Los firmantes señalaron la «irresponsabilidad» de los partidos de izquierda al querer elaborar listas separadas y la «urgencia» de una lista conjunta con el NUPES. El 9 de septiembre de 2023, presentaron un programa conjunto de 166 propuestas en una rueda de prensa.
Se presentó como candidata en el noveno puesto de la lista de la Nueva Unión Popular Ecológica y Social, liderada por la Francia Insumisa, para las elecciones europeas de 2024. Tras los resultados de las elecciones, fue elegida diputada. Es la eurodiputada francesa más joven de esta legislatura e insiste en que la participación política y activista no depende de la edad, así mismo expresó su deseo de que la voz de los jóvenes se escuche en el Parlamento Europeo.

#### Elecciones legislativas anticipadas de 2024
Recién elegida al Parlamento Europeo, Fourreau anunció que representará a la izquierda unida bajo los colores del Nuevo Frente Popular (NFP), en las elecciones legislativas anticipadas del 30 de junio y el 7 de julio de 2024, en la primera circunscripción de Calvados. En la primera vuelta, se enfrentó a Joël Bruneau candidato de Los Republicanos y antiguo alcalde de Caen. En caso de victoria, anunció que cedería su escaño como eurodiputada a otra figura de su lista. En la primera vuelta quedó en segundo lugar con el 34,82 % de los votos emitidos, detrás de Joël Bruneau, que obtuvo el 43,11 % de los votos, al que se enfrentó en la segunda vuelta, tras la retirada en esta circunscripción de la candidata de la Agrupación Nacional, Ludivine Daoudi, inicialmente clasificada con el 19,95 %, debido a la difusión de una fotografía en la que aparecía con una gorra nazi. Fue derrotada en segunda vuelta con el 40,13 % de los votos (19 229).

### Guerra de Gaza
El 7 de mayo de 2025, participó en una reunión en Estrasburgo junto a otros diputados europeos donde se denunció la complicidad de la Unión Europea en los crímenes cometidos por Israel en Gaza, en la limpieza étnica en curso y en la situación de crisis humanitaria que se vive en Gaza.
En julio de 2025, Fourreau, junto con su compañera de partido y diputada Gabrielle Cathala y otros activistas, se embarcaron a bordo de la Flotilla de la Libertad de Gaza, una misión marítima civil organizada por la Coalición de la Flotilla de la Libertad (FFC) para desafiar el bloqueo naval israelí de Gaza y entregar ayuda humanitaria. Entre el 26 y el 27 de julio, las Fuerzas de Defensa de Israel capturaron el barco, lo remolcaron hasta el puerto israelí de Asdod, detuvieron a los activistas y aseguraron que serían deportados a sus respectivos países. Al igual que la mayoría de los detenidos, se negó a firmar los documentos de deportación y comenzó una huelga de hambre para protestar por el arresto ilegal de la tripulación por parte de Israel y por la hambruna que padecen los palestinos en Gaza. El 29 de julio, Fourreau fue trasladada al aeropuerto para su deportación.